# Leadville
Leadville är en tidigare gruvstad i Colorado, USA, omkring 125 kilometer sydväst om Denver, belägen 3 106 meter över havet och näst högst belägna stad i USA efter närliggande orten Alma.

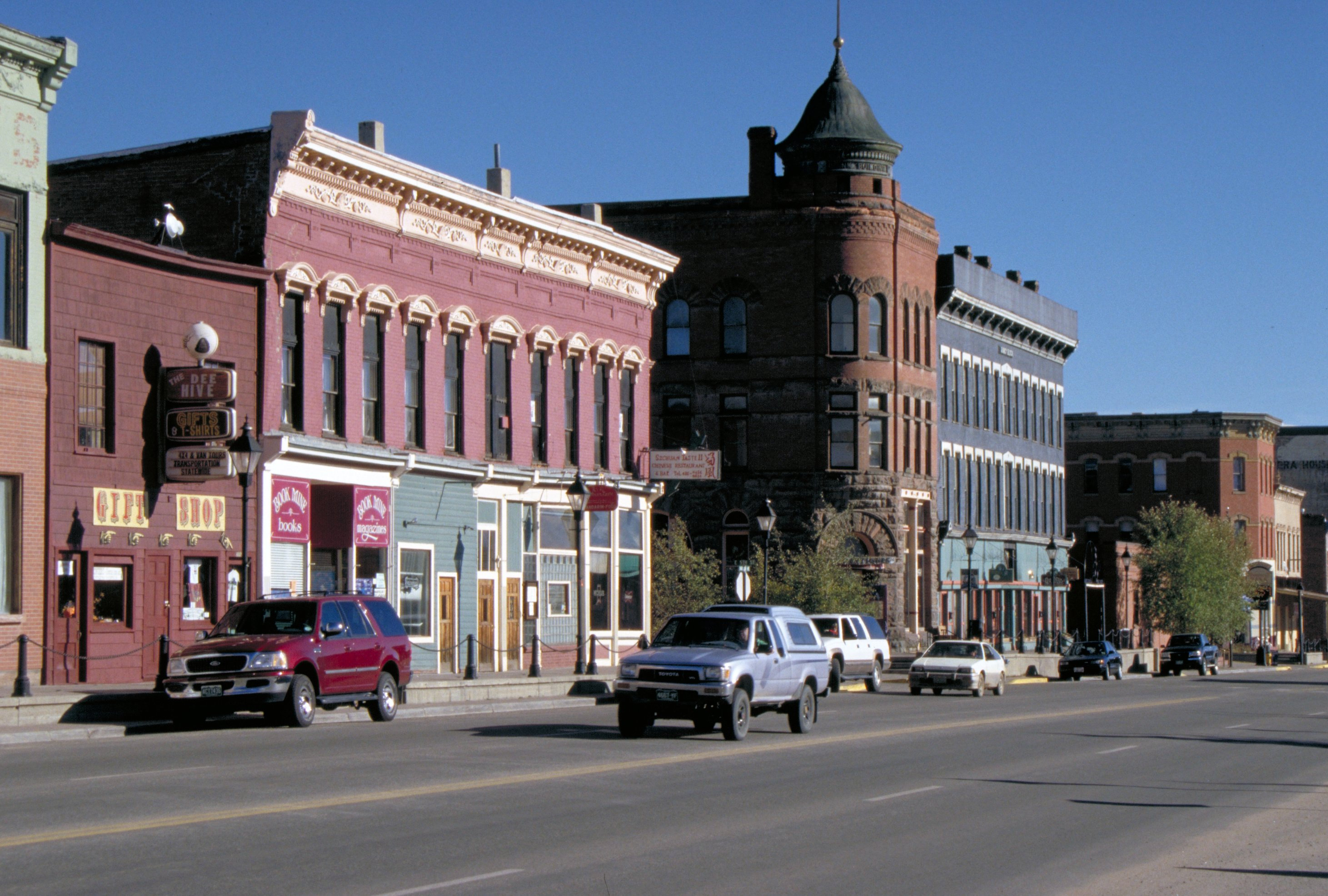
Leadville centrum

Leadville är centrum för ett område rikt på guld, silver, bly, zink och andra metaller, och anlades på 1860-talet som guldgrävarstad. 1875 upptäcktes stora blyfyndigheter, och under de följande 30 åren var Leadville en av de största bly-, zink-, och silvergruvstäderna i USA. 1880 hade Leadville omkring 23 000 invånare, men sedan har folkmängden stadigt minskat. 1930 fanns här 3 771 invånare och 2005 var invånarantalet 2 688.
I augusti varje år har sedan 1983 ultramaratonloppet Leadville Trail 100 hållits i bergen utanför Leadville.